# Henk van Kessel

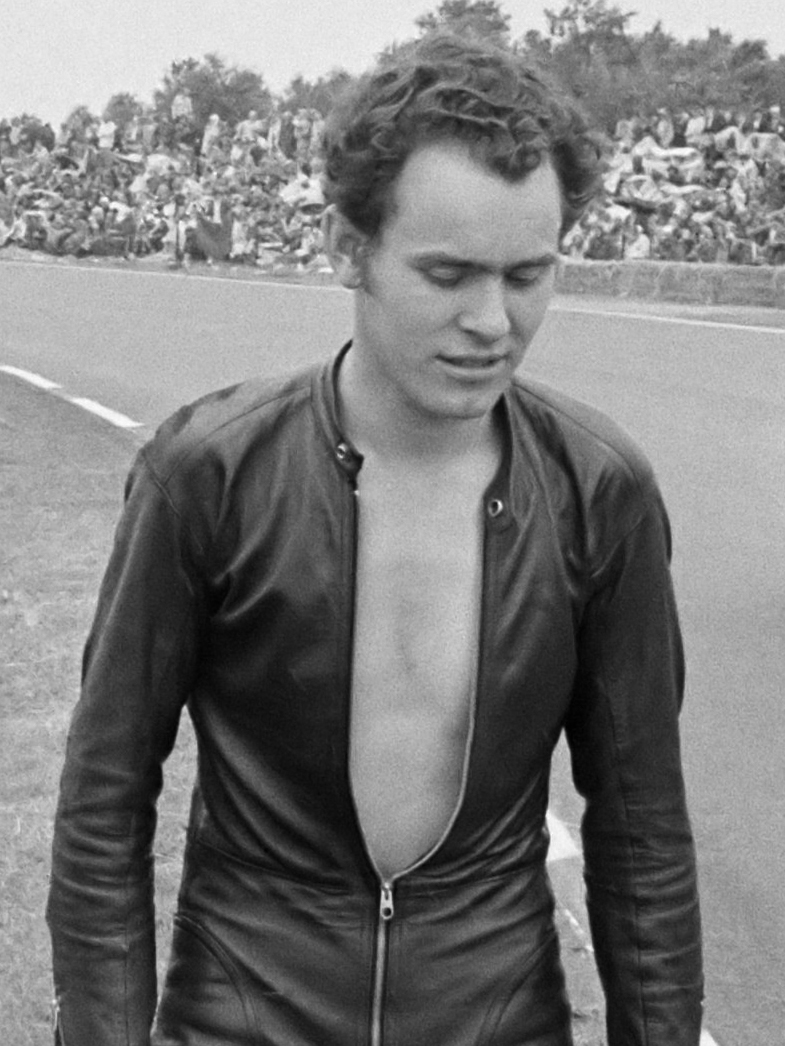
Henk van Kessel (1971)

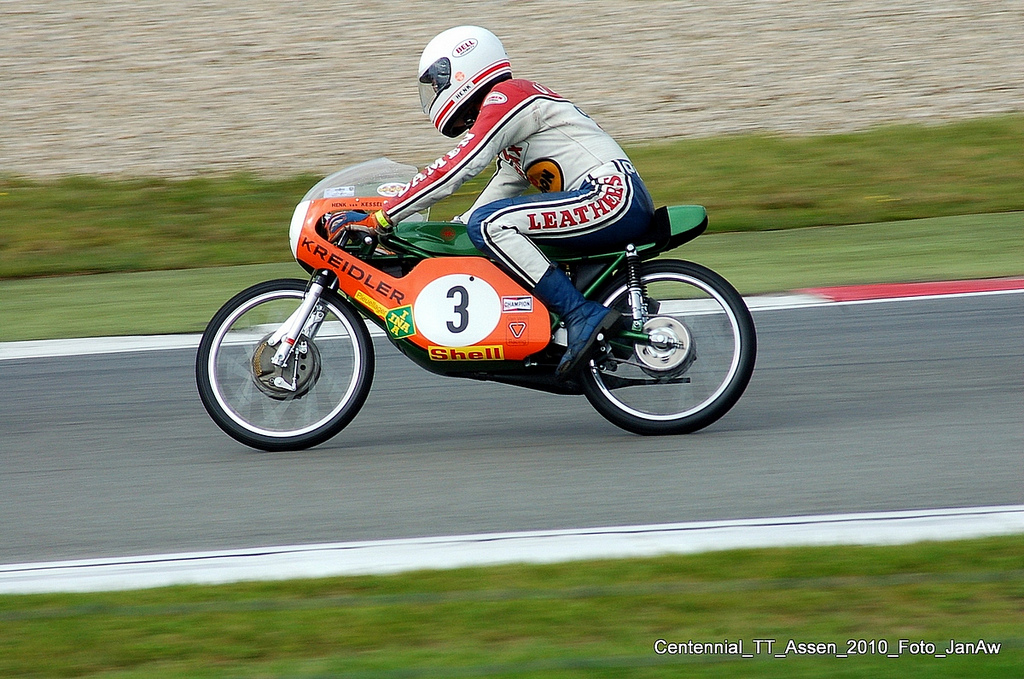
Henk van Kessel auf 50-cm³-Kreidler bei der Centennial Classic TT 2010 in Assen

Henk van Kessel (* 25. Juni 1946 in Mill) ist ein ehemaliger niederländischer Motorradrennfahrer.
Im Jahre 1974 gewann er auf Kreidler den Weltmeistertitel in der 50-cm³-Klasse der Motorrad-Weltmeisterschaft.

## Karriere
Henk van Kessel debütierte beim Großen Preis von Schweden 1972 in der Motorrad-Weltmeisterschaft. Er startete auf Kreidler in der 50-cm³-Klasse und wurde auf Anhieb Zehnter. In der folgenden Saison feierte er mit Rang zwei hinter Landsmann Theo Timmer beim Großen Preis von Westdeutschland auf dem Hockenheimring seinen ersten Podestplatz.
Die Saison 1974 war die erfolgreichste in van Kessels Karriere. Er errang auf Kreidler in der 50er-Klasse, oftmals auch als Schnapsglasklasse bezeichnet, überlegen den WM-Titel. Der Niederländer gewann sechs der acht Rennen, bei denen er antrat, errang außerdem zwei zweite Ränge und wurde so mit der maximal erreichbaren Punktzahl von 90 Zählern überlegen Weltmeister.
Am 6. September 1977 stellte Henk van Kessel auf einer Kreidler-Rekordmaschine Kreidler Black Arrow 50cc auf der A50 bei Apeldoorn mit 221,586 km/h den heute noch gültigen Geschwindigkeitsweltrekord für 50-cm³-Motorräder auf.
Van Kessel startete bis 1986 auf verschiedenen Fabrikaten in den kleinen Hubraumklassen (bis 50 bzw. 80 cm³ und bis 125 cm³) der Motorrad-WM, konnte aber nicht an die Erfolge von 1974 anknüpfen. Beim Belgien-Grand-Prix 1979 in Spa-Francorchamps feierte er bei den 50ern den letzten seiner sieben Grand-Prix-Siege. Am Ende der Saison 1986 beendete Henk van Kessel 40-jährig seine Karriere, in der er unter anderem auch sieben niederländische Meistertitel gewann.

## Erfolge
- 1974 – 50-cm³-Weltmeister auf Kreidler
- 7 Grand-Prix-Siege
- Niederländischer 50-cm³-Meister: 1973, 1974[2]
- Niederländischer 125-cm³-Meister: 1974, 1975, 1976, 1982[2]
- Niederländischer 250-cm³-Meister: 1976[2]

## Verweise